# Янкі (Вишковський повіт)
Янкі (пол. Janki) — село в Польщі, у гміні Сомянка Вишковського повіту Мазовецького воєводства.
Населення — 127 осіб (2011).
У 1975-1998 роках село належало до Остроленцького воєводства.

## Демографія
Демографічна структура станом на 31 березня 2011 року:
|          | Загалом | Допрацездатний вік | Працездатний вік | Постпрацездатний вік |
| -------- | ------- | ------------------ | ---------------- | -------------------- |
| Чоловіки | 67      | 16                 | 41               | 10                   |
| Жінки    | 60      | 16                 | 29               | 15                   |
| Разом    | 127     | 32                 | 70               | 25                   |